# 작가세계문학상
작가세계문학상은 계간소설 전문지인 작가세계에서 제정한 문학상이다. 상금은 2천만원이다.

## 역대 수상자
- 1992년 제1회 류철균『내가 누구인지 말할 수 있는 자는 누구인가』
- 1993년 제2회 장태일『49일의 남자』
- 1994년 제3회 김연수『가면을 가리키며 걷기』
- 1995년 제4회 최문희『율리시즈의 초상』
- 1996년 제5회 정정희『오렌지』
- 1997년 제6회 수상자 없음
- 1998년 제7회 손종일『어린 숲』
- 1999년 제8회 이경호, 윤대녕『피안에의 길 - 꿈 사냥꾼』